# إدارة مالية

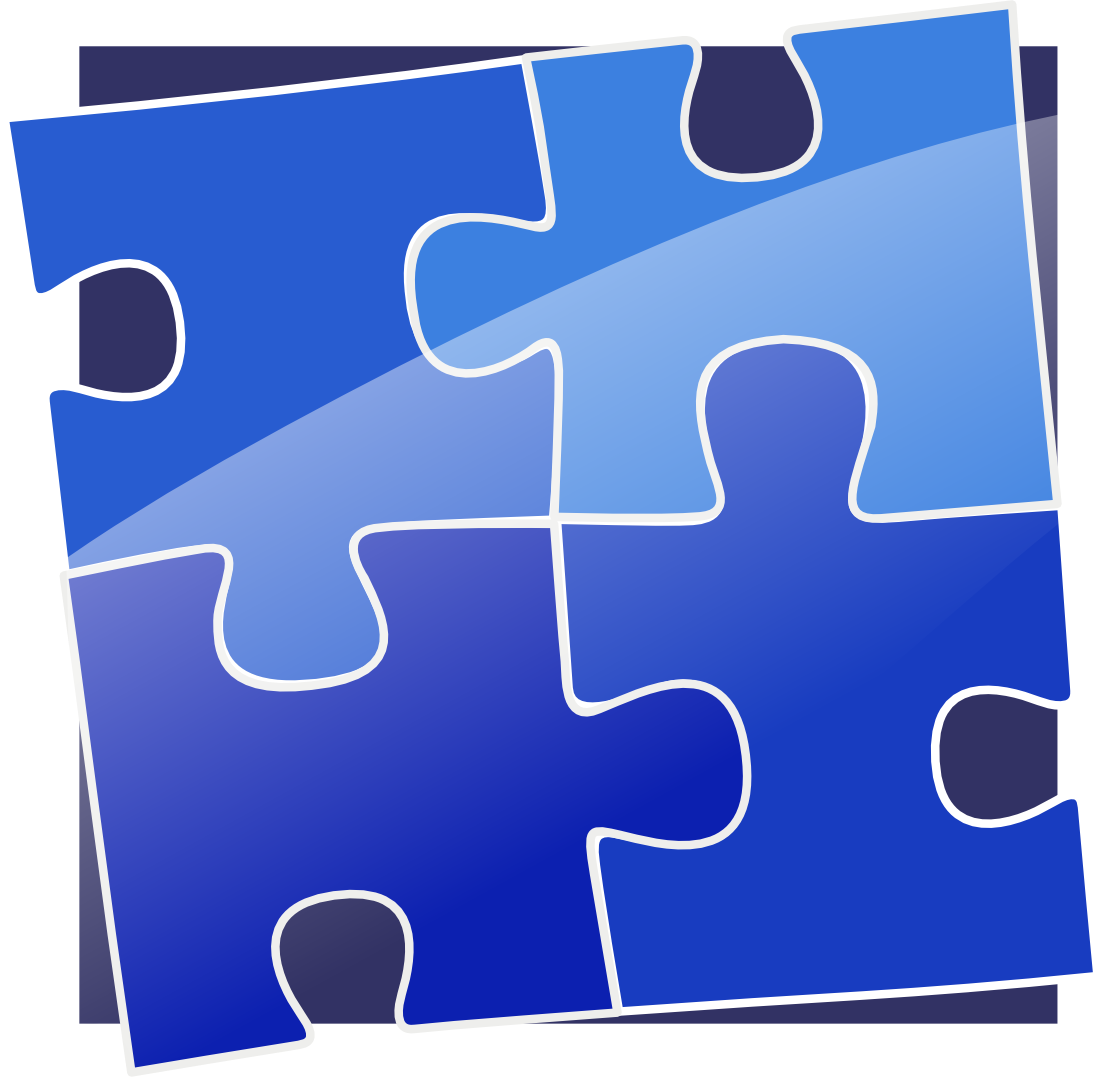

الإدارة المالية أو التصرف هو مجموعة من التقنيات الهادفة إلى مراقبة نشاطات المنظمات (المؤسسات،الادارات، الجمعيات...) بيد ان هذا المصطلح غالبا ما يستعمل بمعنى التصرف المالي.

## الأنشطة
يتفرع التصرف إلى عديد النشاطات:
1. تقدير المخاطرة:
المخاطر التي تتم دراستها هي:
- نقص السيولة النقدية: الموارد المتوفرة اقل من المبالغ التي من الممكن سحبها.
- إمكانية التحولات: مواطن شغل طويلة الامد يتم تمويلها بموارد مالية متوسطة أو قصيرة الامد.
- مجازفة الفوائض: هو تغير القيمة الناتج عن تغير الفوائض، على سبيل المثال، اجور ذات فوائض ثابتة يتم دفعها عن طريق موارد ذات فوائض متغيرة حيث يؤدي ارتفاع هذه الفوائض إلى تقليص الارباح أو حتى إلى وضعيات سلبية.
- أسعار العملة: يرتبط بنشاط البنوك على المستوى العالمي، تقوم الفروع الاجنبية للبنوك باصدارالنتيجة بالعملة المحلية وبالتالي فان هذه النتيجة ترتبط بتغير أسعار العملة في البلد المقيم وفي بلد الفرع.
- نظرية الحقائب: ان الاستعمال الموارد في مجالات غير متنوعة يجعل المؤسسة شديدة الحساسية لتخلف المزودين كذلك فان قلة تنوع الموارد يمكن ان تحدث نفس النتائج في حال نشوح إحدى الموارد الرئيسية.